# 256892 Wutayou
256892 Wutayou è un asteroide della fascia principale. Scoperto nel 2008, presenta un'orbita caratterizzata da un semiasse maggiore pari a 2,3501380 UA e da un'eccentricità di 0,1329475, inclinata di 2,88422° rispetto all'eclittica.